# Bornia sebetia

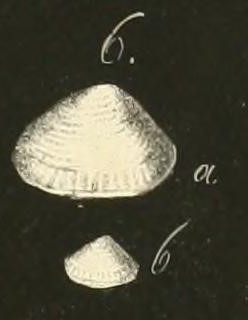
Bornia sebetia (Originalabbildung Costa, 1830, Taf. 2, Fig. 6,6a)

Bornia sebetia ist eine Muschel-Art aus der Familie der Lasaeidae. Sie kommt im Mittelmeer und den angrenzenden Meeresgebieten des Nordatlantiks vor.
2,6 zu 2<?>

## Merkmale
Die gleichklappigen, mäßig geblähten Gehäuse haben eine Länge bis zu 8 mm. Sie sind fast gleichseitig, die Wirbel befinden sich nur wenig vor der Mittellinie. Die Gehäuse sind im Umriss gerundet-dreieckig. Der hintere dorsale Rand ist schwach gewölbt und fällt flach zum Hinterrand ein. Der vordere Dorsalrand ist schwach gewölbt bis fast gerade, direkt hinter dem Wirbel sogar leicht konkav gewölbt, und fällt etwas steiler zum Vorderrand ein. Vorderrand und Hinterrand sind eng gerundet. Der Ventralrand ist leicht gewölbt, gerade bis schwach konkav gewölbt.
Das Ligament liegt intern in einer schmalen, dreieckigen Grube unter den Wirbel. Die Schlossplatte ist kurz, In der rechten Klappe befinden sich ein großer dreieckiger Zahn vor der Ligamentgrube, ein großer, laminarer Zahn hinter der Grube und ein kleiner laminarer Zahn über dem großen Zahn. In der linken Klappen befinden sich ein kurzer senkrecht stehender laminarer und ein etwas größerer, schief dazu stehender Zahn vor der Ligamentgrube, und ein großer, laminarer Zahn hinter der Ligamentgrube. Die Mantellinie ist ganzrandig. Die zwei Schließmuskeleindrücke sind vergleichsweise klein.
Die weißliche Schale ist dünn, aber trotzdem fest. Die Ornamentierung besteht aus sehr feinen, randparallelen Linien. Im vorderen und hinteren Gehäusefeld können auch feine radiale Streifen vorhanden sein. Der innere Rand ist meist glatt. Treffen die radialen Streifen auf den Rand, kann der Rand auch leicht gekerbt sein. Das gelblich bis olivfarbene, glänzende Periostrakum ist persistierend.

## Ähnliche Arten
Bornia sebetia unterscheidet sich von Bornia aartseni Gofas, 2012 durch das wesentlich größere Gehäuse, einen größeren Protoconch, und die Innenseite weist radiale Elemente auf. Außerdem zeigt das Schloss Unterschiede; in der linken Klappe ist der Hauptzahn, der der Ligamentgrube am nächsten liegt, bei Bornia aartseni schmal und nach unten gerichtet, während er bei Bornia sebetia dicker und nach hinten gerichtet ist.

## Geographische Verbreitung und Lebensraum
Das Verbreitungsgebiet dieser Art ist das Mittelmeer und der östliche Atlantik vor Südspanien und Portugal. Die Tiere leben im Flachwasser.

## Taxonomie
Das Taxon wurde 1830 von Oronzo Gabriele Costa als Cyclas Sebetia publiziert. 1836 publizierte Rudolph Amandus Philippi die neue Gattung Bornia; Typusart durch spätere Festlegung ist Bornia corbuloides Philippi, 1836. Diese Art ist ein jüngeres Synonym von Cyclas Sebetia O. G. Costa, 1830 und somit ist Bornia sebetia quasi zur Typusart von Bornia Philippi, 1836 geworden. Kellya (Bornia) sebetia var. triangula Pallary, 1920 von Marokko ist nach Gofas ein jüngeres Synonym von Bornia sebetia (Costa, 1830).

## Online
- Department for Business, Energy & Industrial Strategy Amgueddfa Cymru - Museum Wales: Marine Bivalve Shells of the British Isles: Bornia sebetia (O G Costa, 1830)